# ダビッド・アバネシヤン
ダビッド・アバネシヤン（David Avanesyan 、1988年8月15日 - ）は、ロシアのプロボクサー。ピャチゴルスク出身。元WBA世界ウェルター級レギュラー王者。

## 来歴
2009年6月12日、ソチでデビュー戦を行い、4回3-0（2者が40-37、40-36）の判定勝ちを収めデビュー戦を白星で飾った。
2010年8月24日、イバン・カベルーコンとロシアウェルター級王座決定戦を行い、3-0の判定勝ちを収め王座獲得に成功した。
2011年5月28日、ルスラン・クハルトディノブと対戦し10回3-0（96-94、97-94、100-92）の判定勝ちを収めロシア王座の初防衛に成功した。
2011年7月30日、サムエル・カマウとWBCユース・インターコンチネンタルウェルター級暫定王座決定戦を行い、3回にカマウのセコンドからタオル投入で試合終了。3回2分30秒TKO勝ちで王座獲得に成功した。
2012年3月16日、ジェームス・オンヤンゴとABCOウェルター級王座決定戦を行い、6回1分51秒TKO勝ちを収め王座獲得に成功した。
2013年3月16日、WBCバルチック並びにCISBBウェルター級王者アスランベック・コザエブ対戦し、12回1-1（114-114、117-111、111-118）の判定で引き分けたため王座の獲得に失敗した。
2013年11月4日、カルロス・レオナルド・エレラとWBCバルチックウェルター級王座決定戦を行い、2回1分46秒KO勝ちを収め王座獲得に成功した。
2014年4月18日、カイザー・マブサと対戦し、12回3-0（117-110、118-110、119-108）の判定勝ちを収めWBCバルチック王座の初防衛に成功した。
2014年9月26日、ラモン・デ・ラ・クルス・セナと対戦し、10回3-0（99-91、100-90、100-91）の判定勝ち収めWBCバルチック王座の2度目の防衛に成功した。
2015年11月7日、モンテカルロのサル・デゼトワールでチャーリー・ナバーロとWBA世界ウェルター級暫定王座決定戦を行い、9回1分50秒TKO勝ちを収め王座獲得に成功した。
2016年5月28日、アリゾナ州グレンデールのヒラ・リバー・アリーナでWBA世界ウェルター級3位で元世界3階級制覇王者のシェーン・モズリーと対戦し、12回3-0（2者が117-110、114-113）の判定勝ちを収め苦しみながらも初防衛に成功した。
2017年2月7日、WBA世界ウェルター級王者キース・サーマンのスーパー王座認定に伴いWBAからアバネシヤンがレギュラー王者に昇格した事が発表された。
2017年2月18日、オハイオ州シンシナティのザビエル大学構内にあるシンタス・センターでエイドリアン・ブローナーVSアドリアン・グラナドスの前座で、WBA世界ウェルター級2位のラモン・ピーターソンと対戦し、12回0-3（113-115、112-116×2）の判定負けを喫し2度目の防衛に失敗、王座から陥落した。
2018年2月16日、ネバダ州リノのグランド・シエラ・リゾート・アンド・カジノでNABF北米ウェルター級王者のエギディユス・カバリアウスカスと対戦し、6回1分55秒TKO負けを喫し王座獲得に失敗した。
2021年1月3日、ジョシュ・ケリーとの対戦が1月30日に決定していたが、新型コロナウイルス感染拡大の影響で試合開催地のイギリスで外出禁止令が出されたため試合延期になった。
2021年2月20日、イギリス・ウェンブリーでジョシュ・ケリーと対戦し、6回TKO勝ちで、EBUヨーロピアンウェルター級王座の防衛に成功した。
2024年7月13日、ペンシルベニア州フィラデルフィアのウェルズ・ファーゴ・センターでIBF世界ウェルター級王者のジャロン・エニスに挑戦するも、5回中にエニスにダウンを奪われ、5回終了時にアバネシヤンが棄権したためTKO負けを喫し王座獲得に失敗した。なおエニスは当初IBF世界同級3位のコーディ・クロウリーと対戦予定だったが、クロウリーが視力検査で不合格となり欠場、その後アバネシヤンが代役の挑戦者として出場することとなった。

## 獲得タイトル
- ロシアウェルター級王座
- WBCインターコンチネンタルウェルター級暫定ユース王座
- WBCバルチックウェルター級王座
- ABCOウェルター級王座
- WBA世界ウェルター級暫定王座（防衛1=レギュラー王座に認定）
- WBA世界ウェルター級レギュラー王座（防衛0）
- EBUヨーロピアンウェルター級王座